# 馬克·麥卡希爾
馬克·佩里·麥卡希爾（英語：Mark Perry McCahill，1956年2月7日—）是美國電腦科學家和網際網路先驅。自1980年代後期以來，他一直參與開發和推廣一些網際網路技術。
麥卡希爾領導了Gopher協議的開發， Gopher協議是全球資訊網的前身，他參與了統一資源定位器（URL）標準的建立和編寫工作。他還提出了“上網衝浪”。